# Theodor von Weber

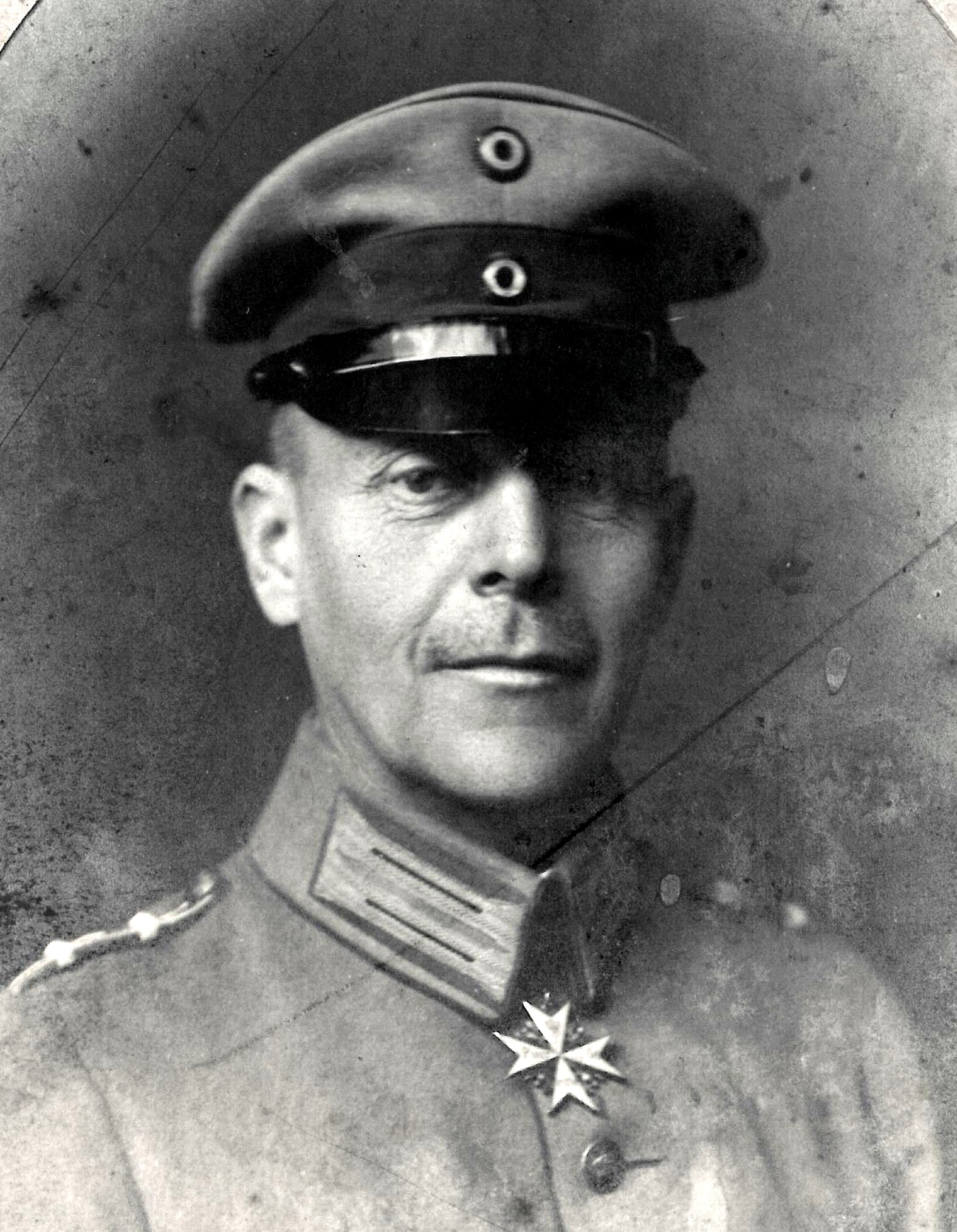
Theodor von Weber

Theodor August Friedrich von Weber (* 6. Juli 1870 in Arolsen; † 5. März 1920 in Lübeck) war deutscher Oberstleutnant und Ritter des Ordens Pour le Mérite.

## Leben

### Herkunft
Er war der Sohn des Generalleutnants August von Weber (1824–1888) und dessen Ehefrau Maria, geborene Knyn (1829–1880), einer Tochter von Theodor Friedrich Knyn.

### Militärkarriere
Nach seinem Abitur trat Weber am 11. März 1889 als Avantageur in das 1. Badische Leib-Grenadier-Regiment Nr. 109 in Karlsruhe ein, wo er im Jahr darauf zum Sekondleutnant befördert wurde. Unter der Beförderung zum Premierleutnant wurde er 1897 in das neugegründete 8. Badische Infanterie-Regiment Nr. 169 nach Lahr versetzt. Von 1900 bis 1901 nahm er im 2. Ostasiatischen Infanterie-Regiment am Chinafeldzug teil und blieb dann bis 1904 bei der Besatzungsbrigade (1. Ostasiatisches Infanterie-Regiment).
Bei seiner Rückkehr wurde Weber in das Infanterie-Regiment „Graf Bose“ (1. Thüringisches) Nr. 31 nach Altona versetzt. Dort wurde er 1906 zum Hauptmann befördert und zum Kompaniechef ernannt. In der gleichen Eigenschaft trat er 1911 zum Füsilier-Regiment „Königin“ (Schleswig-Holsteinisches) Nr. 86 nach Flensburg über. Mit der Beförderung zum Major am 1. Oktober 1913, trat Weber zum Regimentsstab über.
Bei Ausbruch des Ersten Weltkriegs wurde er am 3. August 1914 zum Bataillonskommandeur des Reserve-Infanterie-Regiments Nr. 75 in Bremen ernannt. Das Regiment wurde zunächst beim Grenzschutz in Nord-Schleswig eingesetzt, bevor es nach Belgien versetzt wurde. Auf dem Weg in das Feld geriet es in die Verwicklungen in und um Löwen. In der Schlacht von Noyon erhielt das Regiment seine Feuertaufe. Es folgten die ersten Stellungskämpfe vor Orval (heute ein Teil Montigny-Lengrains). Nach Kämpfen in Saint Aurin und zwischen Beuvraigne und Laucourt endete das Jahr für das Regiment bei Thiescourt.
Ende 1914 entwickelte sich ein Kriegsschauplatz von untergeordneter Bedeutung im Oberelsaß nahe der Schweizer Grenze zu einem potentiellen Schwachpunkt an der Westfront. Um diesem entgegenzuwirken, wurde eine gemischte Brigade aus Truppenteilen des IX. Armee- sowie des IX. Reserve-Korps gebildet. Die Brigade setzte sich aus dem Reserve-Infanterie-Regiment Nr. 75, dem Regiment „von Weber“ sowie den II. Bataillonen der Infanterie-Regimenter Nr. 31, 84 und 89 zusammen. Sie eroberte und behauptete den Hartmannsweiler Kopf. Im März wurde sie nach Gehweiler verlegt und im April wieder aufgelöst.
Ende Oktober wurde das Regiment Armeereserve in Douai, bevor es im Dezember zum Souchezbach an die „Gießler Höhe“ verlegt wurde. Diese war ein Ausläufer der Vimyhöhen, die wie die Lorettohöhe dem Feind einen strategischen Vorteil bot. Anfang 1916 wurde Weber zum Kommandeur des Pommerschen Jäger-Bataillons „Fürst Bismarck“ Nr. 2 ernannt. Am 23. September 1916 kehrte er, zum Kommandeur des Reserve-Infanterie-Regiments Nr. 31 ernannt, ins IX. Reserve-Korps (18. Reserve-Division) zurück. Während der Schlacht an der Somme führte er sein Regiment bei Le Transloy. Im Frühjahr 1917 war er in der Siegfriedstellung und wehrte im April und Mai des Jahres zahlreiche Angriffe während der Frühjahrsschlacht bei Arras ab. In den Wochen darauf führte er es im Stellungskrieg bei Artois, danach von Juni bis August in Flandern, bevor es zurück ins Artois ging. Im November war es abermals in der Flandernschlacht, wo es bis März 1918 verblieb. Zur 6. Armee übergetreten, bereitete sich das Regiment auf den Bewegungskrieg vor. Am 9. April kämpften sie in der Schlacht von Armentières. Am 18. August 1918 folgte Webers Beförderung zum Oberstleutnant. Im September wurde in der Siegfriedstellung gekämpft. Für seine in der Abwehrschlacht gezeigten Leistungen reichte ihn sein vorgesetzter Kommandierende General, Generalleutnant Kurt von Morgen, zum Orden Pour le Mérite ein, den Weber am 8. Oktober 1918 erhielt.
Weber führte sein Regiment in der Hermannstellung, dann zurück auf die Antwerpen-Maas-Stellung und von dort nach dem Waffenstillstand in die Heimat zurück. Hier leitete er dessen Demobilmachung, bevor er zu seinem Friedensgruppenteil, dem Füsilier-Regiment „Königin“ (Schleswig-Holsteinisches) Nr. 86, zurücktrat. Im März 1919 wurde er zum Kommandeur des Reichswehr-Jäger-Bataillons 9 ernannt, an dessen Spitze er bis zur Auflösung der Alten Armee stand. Er übernahm am 1. Oktober 1919 die Leitung der Abwicklungsstelle des Lauenburgischen Jäger-Bataillons Nr. 9 in Ratzeburg.
Nach seinem Tod wurde Weber auf dem Ratzeburger Ehrenfriedhof bestattet.

### Familie
Er war mit Emmy Rée verheiratet, mit der er eine Tochter und drei Söhne hatte. Zwei seiner Söhne fielen im Zweiten Weltkrieg. Hennecke Graf von Bassewitz ist sein Enkel, Sohn von Tochter Ursula mit dem Arzt Michael Graf Bassewitz.;